# Чемпионат СССР по лыжным гонкам 1955
27-й лично-командный чемпионат СССР по лыжным гонкам проходил в Свердловске с 13 по 18 марта 1955 года. Соревнования проводились по восьми дисциплинам — гонки на 18, 30, 50 км, эстафета 4×10 км, бег патрулей 30 км (мужчины), гонки на 5 и 10 км, эстафета 4х5 км (женщины).

## Медалисты

### Мужчины
|                    | Золото                                                                       | Серебро                                                                     | Бронза                                                                         |
| ------------------ | ---------------------------------------------------------------------------- | --------------------------------------------------------------------------- | ------------------------------------------------------------------------------ |
| Гонка на 18 км     | Терентьев Фёдор ЦСК МО Москва                                                | Колчин Павел «Динамо» Москва                                                | Семёнов Андрей «Динамо» Свердловск                                             |
| Гонка на 30 км     | Семёнов Андрей «Динамо» Свердловск Шелюхин Анатолий «Красное Знамя» Кострома |                                                                             | Кузнецов Алексей «Колхозник» Горький                                           |
| Гонка на 50 км     | Шелюхин Анатолий «Красное Знамя» Кострома                                    | Ерошин Василий ЦСК МО Москва                                                | Семёнов Андрей «Динамо» Свердловск                                             |
| Эстафета 4х10 км   | Москва Суворов Герман Колчин Павел Ерошин Василий Терентьев Фёдор            | РСФСР Козлов Николай Кузнецов Алексей Маринычев Владимир Шелюхин Анатолий   | Ленинград Каалесте Михаил Холщагин Василий Спиридонов Виктор Кузнецов Валентин |
| Бег патрулей 30 км | Москва Морозов Пётр Тихомолов Станислав Оляшев Владимир Мизюкаев Михаил      | РСФСР Павловский Николай Соколов Дмитрий Кожин Владимир Кузовенков Владимир | РСФСР Семёнов Андрей Бутаков Виктор Галиев Михаил Шиганов Павел                |

### Женщины
|                 | Золото                                                                    | Серебро                                                                     | Бронза                                                             |
| --------------- | ------------------------------------------------------------------------- | --------------------------------------------------------------------------- | ------------------------------------------------------------------ |
| Гонка на 5 км   | Козырева Любовь «Буревестник» Ленинград                                   | Ерошина Радья «Локомотив» Москва                                            | Каалисте Анна «Динамо» Ленинград                                   |
| Гонка на 10 км  | Ерошина Радья «Локомотив» Москва                                          | Козырева Любовь «Буревестник» Ленинград                                     | Царева Валентина «Буревестник» Ленинград                           |
| Эстафета 4х5 км | Ленинград Козырева Любовь Архипова Евдокия Каалисте Анна Царева Валентина | Москва Лукьянова Маргарита Колчина Алевтина Поликарпова Мария Ерошина Радья | РСФСР Сушина Софья Терехина Нина Медведева Валентина Каткова Лилия |